# Рејмонд (Њу Хемпшир)
Рејмонд (енгл. Raymond) насељено је место без административног статуса у америчкој савезној држави Њу Хемпшир.

## Демографија
По попису из 2010. године број становника је 2.855, што је 16 (0,6%) становника више него 2000. године.
| Група             | 2000.         | 2010.         |
| Белци             | 2.759 (97,2%) | 2.734 (95,8%) |
| Афроамериканци    | 11 (0,4%)     | 19 (0,7%)     |
| Азијати           | 8 (0,3%)      | 14 (0,5%)     |
| Хиспаноамериканци | 26 (0,9%)     | 45 (1,6%)     |
| Укупно            | 2.839         | 2.855         |